# Neguac
Neguac ist ein Dorf in der kanadischen Provinz New Brunswick. Der Ort hat 1684 Einwohner (Stand: 2016). 2011 betrug die Einwohnerzahl 1678.

## Geografie
Neguac liegt im Northumberland County auf der Akadischen Halbinsel direkt an der Miramichi Bay. Rund 40 Kilometer südwestlich befindet sich Miramichi. Die Verbindungsstraße New Brunswick Route 11 verläuft durch die Ortsmitte.

## Geschichte
Die Gegend wurde schon vor hunderten von Jahren von den Mi'kmaqindianern bewohnt, die dem Ort auch den Namen Neguac gaben, dem die Bedeutung barren land (unfruchtbares Land) oder badly situated (schlecht gelegen) zugeschrieben wird. Bei der Besiedlung Nordamerikas durch die Akadier um die 1750er Jahre wurde diese Region Teil der französischen Kolonie Akadien. Auch heute noch sprechen rund 90 % der Einwohner französisch.

## Wirtschaft
Hauptlebensgrundlage der Einwohner ist die Fischereiwirtschaft. Insbesondere werden Austern, saisonal auch Hummer und Stinte (Smelts) an Fischmärkte und Restaurantketten weltweit geliefert. Wegen der beträchtlichen Austernexporte bezeichnet sich der Ort auch als Atlantic Canadas Oyster Hub. Ebenso befindet sich im Ort eine Fabrik zur Herstellung von Hummerfangkörben. In der Vorweihnachtszeit ist Neguac ein Zentrum für die Herstellung von Weihnachtskränzen, die auf  dem gesamten nordamerikanischen Kontinent vertrieben werden.

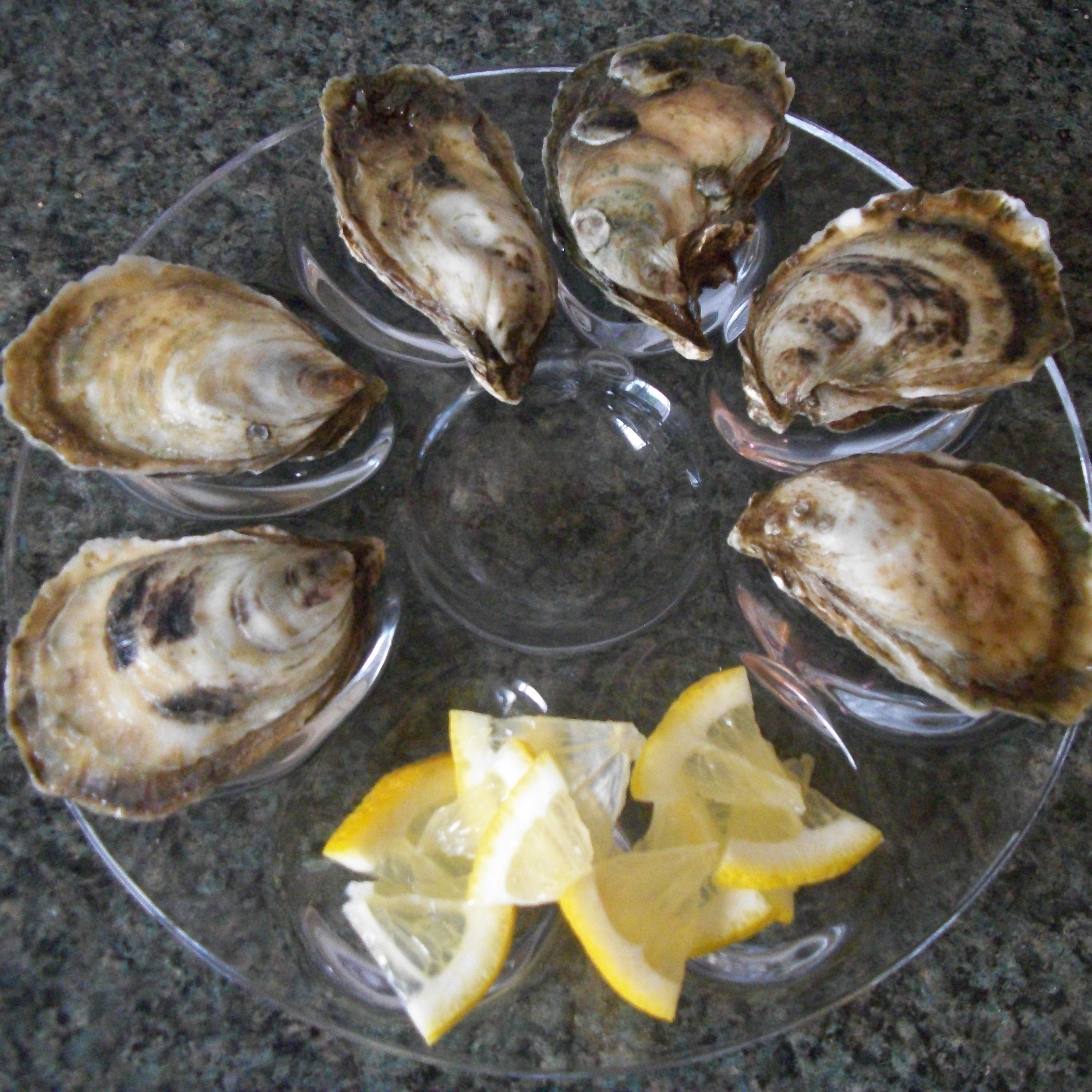
Austern aus Neguac
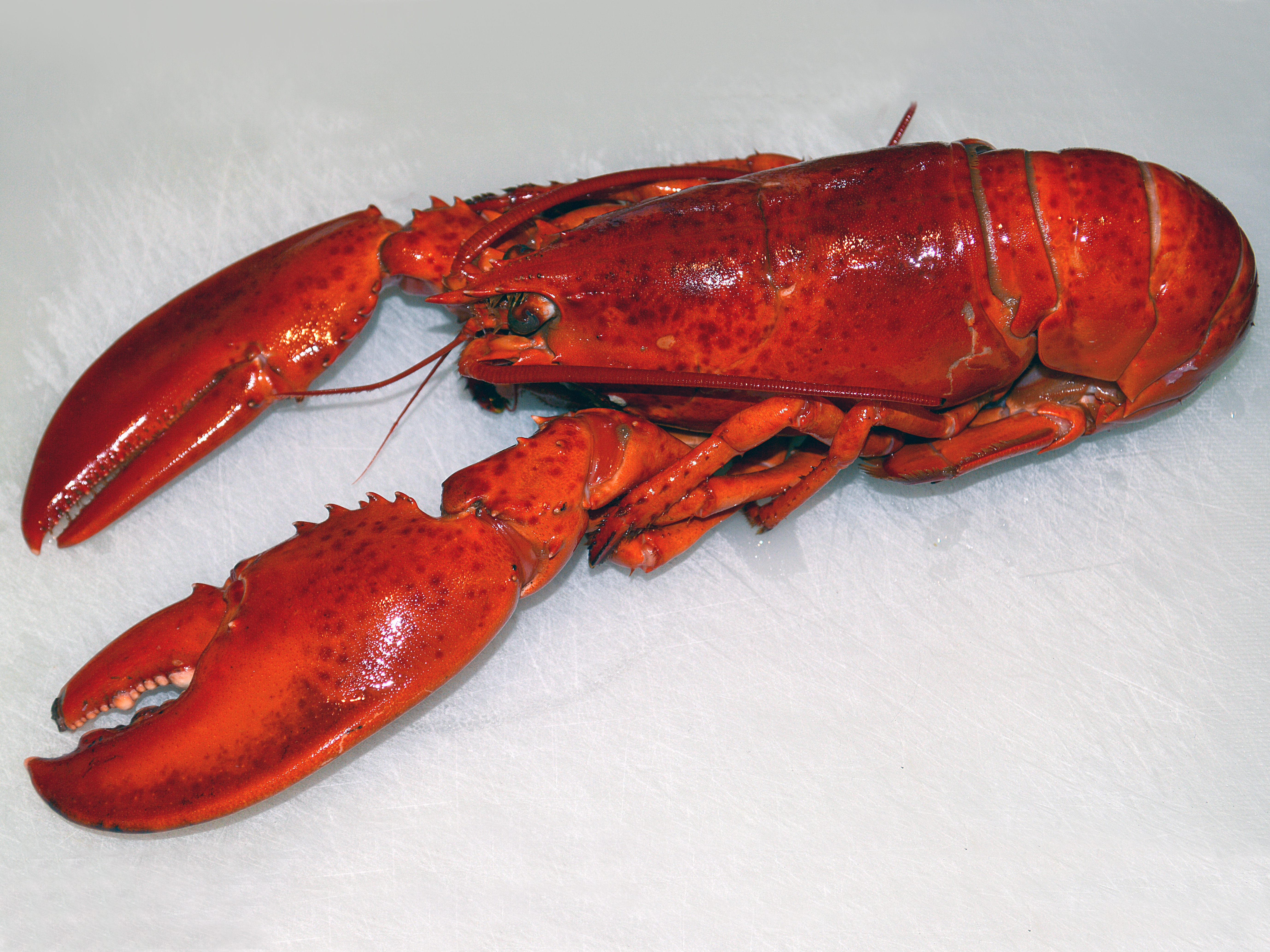
Atlantischer Hummer
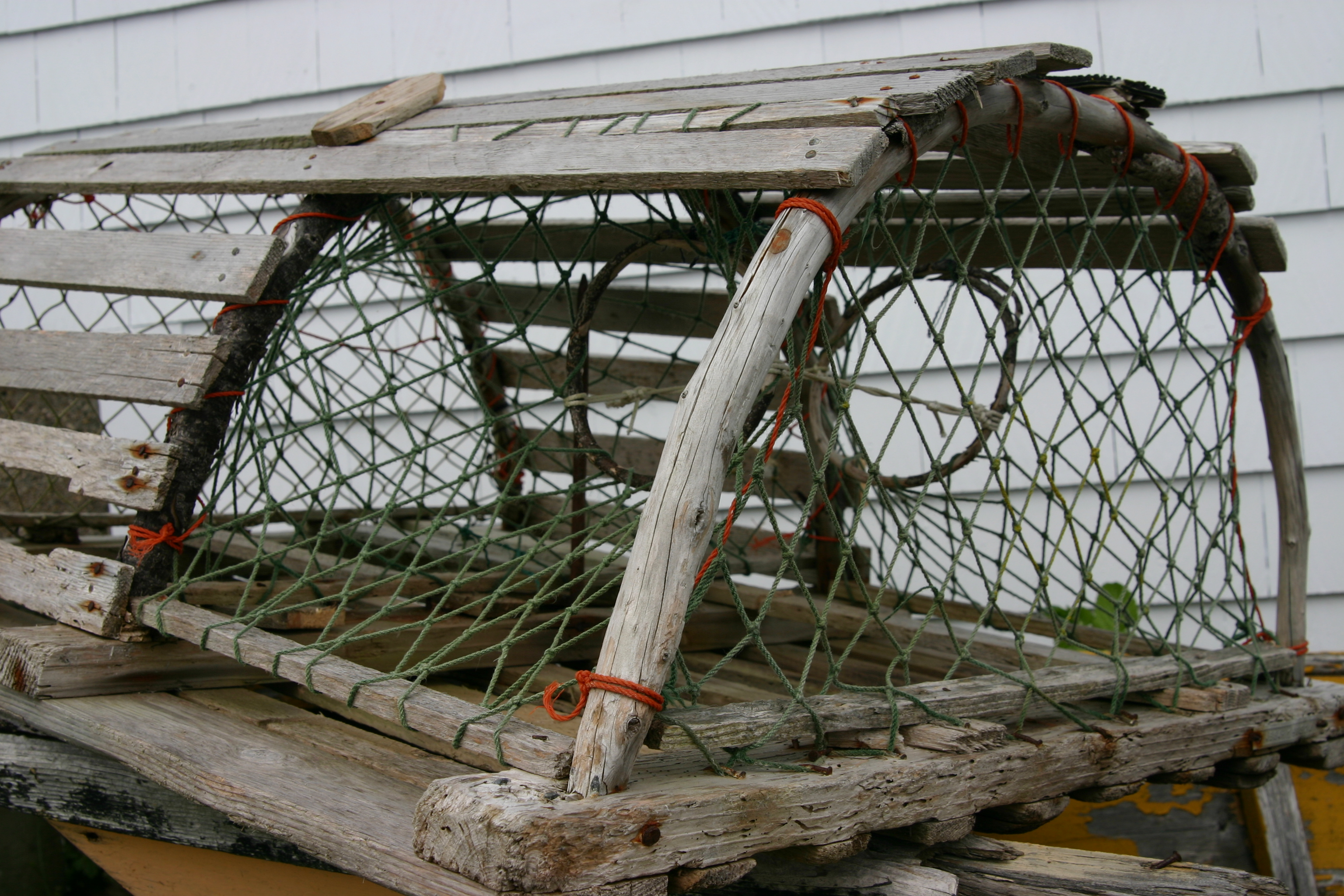
Hummerfangkorb

## Persönlichkeiten
- Edgar Godin (1911–1985), römisch-katholischer Geistlicher, Bischof von Bathurst